# Evolución (banda)
Evolución Sentimiento Infinito —más conocido como Evolución— es un grupo de rock en español de nacionalidad costarricense.

## Historia

### Los primeros años
El grupo se formó a inicios del 1995, a partir de la idea de Andrés de la Espriella Balerom (ex-Amplexus) en la voz y la guitarra, a la que poco después se le sumaron un amigo de Andrés desde tiempos del colegio, Camilo Pavez Moldo (ex-Flores Muertas) en el bajo, y Federico Eichler (Ácido) en la batería. Tiempo después Eichler deja la banda y entra Luis Fernando Ruiz Wash (ex-Las Tetas de Ofelia) en la batería.
La primera vez que tocó Evolución fue en La Bodega, el viernes 22 de noviembre de 1996, en la figura el afiche elaborado a mano por Balerom para este concierto debut, los integrantes en orden de izquierda a derecha: Pepe, Balerom, Wash y Moldo. Durante el año 1995 la banda estuvo ensayando y grabando Música para sentir, debido a un contrato pendiente fue hasta 1997 que presentaron su disco en la Sala Garbo del teatro Laurence Oliver. Tocaron en formato trío con una asistencia de 220 personas. «Esa fue la primera vez que vimos al público cantando nuestras canciones, para mí ese ha sido el concierto más importante de la historia de Evolución», según palabras de Balerom.
De este disco se escuchan canciones como: Dr. Hongo y compañía, El mañanero y Superhéroe de su propia fantasía.
Participan en el Rock Fest'97 en el Teatro Melico Salazar, donde fueron escogidos para abrir el evento. Debido al gran éxito encontrado hasta ese entonces son invitados de nuevo a participar en la edición del Rock Fest'98, celebrado al igual que otros años en el Teatro Melico Salazar.
A finales del año 1998, el grupo decide tomar un descanso y se despiden dando un concierto llamado Oscuridad evolutiva, el 31 de julio en el Teatro Melico Salazar para luego partir a México. En México el grupo estuvo un mes aproximadamente, consiguiendo contactos para luego volver a Costa Rica. Luego Balerom decide viajar solo a México, por lo que hacen otro concierto de despedida el 14 de marzo de 1999, en el Cine Universal teniendo a Alma Bohemia y Gandhi como teloneros. Balerom asiste a clases de composición en México, donde conoce a Walther Kleinert, quien volvería al país para ser el nuevo guitarrista invitado del grupo.

### Consolidación
Tras el descanso reaparecen en el Rock Fest 2000, celebrado en el Anfiteatro del Hotel Herradura (en Belén de Heredia), ante más de 5000 espectadores. Luego a finales de junio de 2000 realizan una gira llamada ReEvolución, que marcaba su regreso oficial. Graban en los estudios The Closet bajo la producción Alberto Ortiz su segundo disco oficial, que lleva el nombre de Absorbiendo la magia. En diciembre el disco fue puesto a sonar por primera vez en el bar El Escondite.
En enero del 2001 viajan a México y dan un par de conciertos. En febrero regresan a Costa Rica y estrenan el primer sencillo: Esclavo, en las radios del país. Los días 16 y 17 de marzo hacen la presentación oficial del disco en el Teatro Eugene O'Neill.
El 21 de abril se presentan en el Rock Fest 2001 en el anfiteatro del Hotel Herradura. Tres años después, la banda re editaría el álbum Absorbiendo la Magia, masterizada en Argentina por Eduardo Pereira, del grupo argentino Bersuit Vergarabat.
En 2002, en Buenos Aires (Argentina), se gesta y registra Mundo de fantasía, producido por Oscar Righi y Pepe Céspedes, ambos integrantes de Bersuit Vergarabat. Fue este un disco con matices más suaves que abrió el espectro de público y proporcionó masividad con sencillos como Voy por ella, cuyo videoclip fue dirigido por el chileno Esteban Zabala (Niño bomba de Plastilina Mosh y Peligro de Ely Guerra), tema que ha sido el más grande éxito del grupo.
El resultado es clave para trabajar nuevamente con Zabala en la propuesta audiovisual de Misterios y pasiones, consolidándolos como banda profesional ante la imagen pública. Mundo de fantasía, en resumidas cuentas, fue un éxito total. Los medios comienzan a comentar sobre el "fenómeno Evolución", el único grupo tico que vende más que los productos extranjeros.
En la segunda mitad del 2003, inician una interesante gira por Costa Rica que bautizan como Gira sin cabeza, junto a otra agrupación costarricense de rock alternativo llamada Gandhi (Nación.com (enlace roto disponible en Internet Archive; véase el historial, la primera versión y la última).) la idea de esta era poder tener a las dos reconocidas bandas en el escenario (otra banda reconocida es Kadeho) Biografía de Kadeho) sin que se opacaran una a la otra, así que prepararon un espectacular show en el que un grupo tocaría temas del otro y viceversa, luego estos finalizarían cada concierto con todos sus integrantes en el escenario (incluyendo a los dos bateristas, Wash de Evolución y Massimo Hernández de Gandhi), interpretando fuertes temas como Esclavo, Quisieras, El mañanero y Hacia adentro.
La gira los llevó durante los meses de octubre, noviembre y diciembre con gran éxito por muchos bares y sitios del territorio costarricense, desde San Pedro, Santa Bárbara, Palmares y Grecia hasta Tamarindo y playa Flamingo en Guanacaste, aunque no se mostró mucho interés por parte de empresas privadas para las contrataciones (Nación.com (enlace roto disponible en Internet Archive; véase el historial, la primera versión y la última).).
En 2004, Evolución lanza Dígalo, cuarta producción grabada y producida por Balerom y masterizada por Tom Baker (Madonna, Beck, La Ley, Marilyn Manson, Nine Inch Nails, entre otros) en Precision Studios (Hollywood).
Su primer sencillo, que lleva el nombre del disco, sonó en todas las radios de rock costarricenses, y el video, trabajado en animación 3D, obtiene gran rotación en señales de música especializadas.
Después salió el video de Ni vengo ni voy único video de la banda en 35 mm, filmado y dirigido por Luis Naguil de Taxi Films. Un sencillo que no tuvo mucho apoyo en la radio por ser pesado y de carácter agresivo. Así, el destino cruzaría nuevamente los caminos de la banda y Zabala, registrando el clip de San Valentontín, esfuerzo que permite que con solo tres meses en el mercado, Dígalo ocupe el lugar número veinte dentro de los discos más vendidos en Costa Rica, superando con creces la venta de su tercera producción. Ese mismo año firmaron con la promotora chilena Bonkó Agencia, encargada de sus actividades en el Cono Sur.

### Actualmente
Para el 15 de octubre de 2005, ya se encuentra editado y se presenta en el Bar Retro Visor el disco Sentimiento antisocial, el cual, reúne algunos de los temas regrabados del demo de 1998, que nunca se editó oficialmente, disco que más que una obra comercial es una crítica cruda y dura a la sociedad, por lo que su aceptación es mucho menor que la de su predecesor. Rara vez se ha escuchado un tema de este disco en vivo después del concierto de presentación.
Con diez años de carrera en la escena rock costarricense y ya con experiencia internacional, en marzo del 2006, se anuncia que para celebrar esta fecha harán una gira más por algunos bares de Costa Rica y la salida de un DVD que supuestamente llevaría por nombre 10 años de Evolución, que contaría con los videos de la banda y un poco de historia sobre sus comienzos, bajo la dirección de Esteban Zabala, pero este nunca salió a luz pública.
En julio del 2007 Evolución estrena su séptimo disco oficial, el cual lleva el nombre de Amor Artificial, enviado a imprimir el 1 de junio del mismo año. Lanzando su primer vídeo para el tema No Me Diga, primer sencillo de este disco producido por Balerom.
El 27 y 28 de agosto de 2009 se graba su primer disco en vivo(que según la banda, será el último que realizarán materialmente, ya que es más costosa su renta)en el bar El Observatorio. Un disco que incluye 20 de los temas que resumen 14 años de carrera del grupo musical. El disco es llamado Evolución en vivo. El lanzamiento del disco fue el 13 de noviembre de 2009 en el bar El Observatorio, y vino con el relanzamiento oficial de www.evolucioncr.com
Para el 16 de octubre de 2009 se realizó la filmación del vídeo de "En el éxtasis". Tema de 1995, legendaria canción de la banda. El vídeo fue Dirigido por Esteban Zabala y muestra a la banda en concierto. La presentación del mismo fue el 29 de enero de 2010 igualmente en El Observatorio.
Luego del cariño que obtuvo por los fanes En el éxtasis tiene la oportunidad de ser el primer sencillo del disco Evolución en Vivo.
Después de varios años alejados de los escenarios regresan el 2 de marzo del 2019 con un concierto en el teatro Melico Salazar, el cual vuelve a despertar las emociones y expectativas del público presente.
Para el año 2025 participan como banda en el Festival Internacional Picnic Fest.

## Integrantes

### Integrantes actuales
- Andrés de la Espriella Balerom: guitarra y voz
- Camilo Pavez Moldo: bajo y voz
- Luis Fernando Ruiz Wash: batería y percusión

### Integrantes pasados y músicos invitados
- Pepe: guitarras (1995)
- Luis Arenas: guitarra (1997-1998)
- Walther Kleinert: guitarra (2000-2001)
- Marco Chinchilla: guitarra (2001)
- Luis Miguel Araya: trompetas (2001)
- Pablo León: teclados (2001)
- Mauricio Guidi: guitarra (2003)
- Mario Solano: guitarra (2004)
- Ricardo Ramírez: violín en el tema 4 de Amor artificial
- Felipe Damazzio: Teclados/Piano (2019 a la actualidad)

## Discografía
- Música para sentir (1997)

1. Superhéroe de su propia fantasía
2. El mañanero
3. Pasión
4. Locura
5. Contra el dolor de la mente
6. Inocente asesina
7. Truenos
8. Como si fuera un don
9. Fuera de control
10. En el éxtasis
11. Dr. Hongo y compañía

Las primeras 1000 copias contenían un bonus de nombre El fracaso (continuación de Dr. Hongo y compañía)
- Absorbiendo la magia (2001)

1. Esclavo
2. Historia sin fin
3. Sistemas de modernización
4. Pinche club
5. Entre mentira, egoísmo y ladrón
6. Emociones elevadas
7. Nace la verdad
8. Magia
9. Días de inspiración
10. Fuerza libre
11. Revolución de la imaginación
12. Evolutivos
13. Hacia lo eterno
14. Cosas lindas

- Mundo de fantasía 2003

1. Mundo de fantasía
2. Codeína
3. Voy por ella
4. Así
5. Psicópata
6. Droga
7. Misterios y pasiones
8. Amor con transparencia
9. Chismólogos
10. Del mar

- Dígalo 2004

1. Dígalo
2. Explíqueme porque no entiendo
3. Viene vive y va
4. Olvidar
5. San Valentontín
6. Tommy shupopon
7. Frío al corazón
8. Supercaína zen
9. Mundo de sueños
10. Siempre encuentro algo
11. Ni vengo, ni voy
12. Este corazón ardiente
13. No se equivoque

- Sentimiento antisocial 2005 (Reedición del demo inédito de 1998)

1. Nos robaron la inocencia
2. Melancolía
3. Furia
4. La intocabilidad
5. Una pausa en mi conciencia
6. Planeta manicomio
7. El fuego que crezca
8. Violación de mi paz

- Amor artificial 2007

1. Quévoasaber
2. Represión
3. Bajo el sol
4. Lágrimas
5. No me diga
6. Escondiendo
7. Amor artificial
8. Puro cariño
9. Instinto reproductor
10. Campo abierto
11. Contaminador
12. Esas canciones

- Evolución en vivo 2009

1. El mañanero
2. Superhéroe de su propia fantasía
3. En el éxtasis
4. Contra el dolor de la mente
5. Esclavo
6. Así
7. Droga
8. Chismologos
9. Misterios y Pasiones
10. Del mar
11. El Psicópata
12. Voy por ella
13. San valentontin
14. Ni vengo, ni voy
15. Frío al corazón
16. Supercaina zen
17. Lágrimas
18. Campo abierto
19. No me diga
20. Esas canciones

- Viaje Salvaje (2013)

1. La Máquina
2. Por si mañana
3. Penetra Mi Alma
4. Los Reflejos
5. Tal Vez
6. Nadie
7. Mas Palla
8. Recibame
9. Gana
10. Sueño Centroamérica
11. Viaje Salvaje

### Otros
- Sentimiento antisocial (1998; demo inédito)

1. Intocabilidad
2. Fuego que crezca
3. Una pausa en mi conciencia
4. Psicópata
5. La historia sin fin
6. Nos robaron la inocencia
7. Droga
8. Planeta extinto
9. Tan solo unidos
10. Furia
11. Sistema encarnado
12. Bajo la grandeza
13. Reencarnación
14. Cárcel mental
15. Nace la gran verdad

- Evolución (2002; reedición y remasterización del disco Música para sentir)

1. Superhéroe de su propia fantasía
2. El mañanero
3. Pasión (remezclada)
4. Locura (remezclada)
5. Contra el dolor de la mente
6. Inocente asesina
7. Truenos (remezclada)
8. Como si fuera un don (remezclada)
9. Fuera de control
10. En el éxtasis (regrabada)
11. Dr. hongo y compañía

- Sentimiento infinito (EP, 2005, edición internacional de todos los sencillos)

1. Dígalo
2. San Valentontín
3. Voy por ella
4. Amor con transparencia
5. Ni vengo, ni voy
6. Siempre encuentro algo
7. En el éxtasis
8. Del mar
9. Olvidar
10. Misterios y pasiones
11. Así
12. Chismólogos
13. Frío al corazón
14. Esclavo

## Videografía
- Voy por ella, Dir. Esteban Zabala (2002)
- Misterios y pasiones, Dir. Esteban Zabala (2003)
- Dígalo, Dir. Alfonso Peralta (2004)
- San Valentontín, Dir. Esteban Zabala (2005)
- Ni vengo, ni voy, Dir. Luis Naguil (2006)
- EPK, amor artificial, Dir. Matias Tapia (2007)
- No me diga,(2007)
- En el éxtasis, Dir. Esteban Zabala (2010)
- La Máquina  Dir. Matias Tapia  (2013)
- Penetra mi Alma Dir. Matias Tapia  (2013)